# كارين موور
كارين موور (بالإنجليزية: Caryn Mower)‏ هي مصارعة محترفة وممثلة أمريكية، ولدت في 21 أغسطس 1965 في يو كلير في الولايات المتحدة.

## وصلات خارجية
- كارين موور على موقع CageMatch worker (الإنجليزية)
- كارين موور على موقع IMDb (الإنجليزية)
- كارين موور على موقع قاعدة بيانات الفيلم (الإنجليزية)